# Toxicocalamus loriae
Toxicocalamus loriae là một loài rắn trong họ Rắn hổ. Loài này được Boulenger mô tả khoa học đầu tiên năm 1898.